# Les Iffs
Les Iffs [lez‿if] ist eine der zahlreichen kleinen Gemeinden Frankreichs im Département Ille-et-Vilaine der Region Bretagne. Les Iffs gehört zum Arrondissement Saint-Malo und zum Kanton Combourg.

## Lage
Die Gemeinde ist nur 4,52 Quadratkilometer groß und liegt auf 53 bis 141 m Meereshöhe südwestlich von Tinténiac, und zwar westlich der Nationalstraße 137 und nördlich der Departementstraße 27. Sie hat 274 Einwohner (Stand 1. Januar 2022).

## Geschichte
Der Ort ist erstmals im 12. Jahrhundert erwähnt, als hier eine Burg erbaut wurde. Sie war Sitz der Herren von Tinténiac. Hier wurde 1354 Bertrand du Guesclin zum Ritter geschlagen; Jeanne de Lavel, seine zweite Frau, die er 1373 heiratete, stammte aus Montmuran. Die heutige Pfarrkirche geht auf das 15. Jahrhundert zurück.

## Bevölkerungsentwicklung
| Jahr                       | 1962 | 1968 | 1975 | 1982 | 1990 | 1999 | 2008 | 2017 |
| Einwohner                  | 212  | 208  | 191  | 178  | 218  | 232  | 256  | 272  |
| Quellen: Cassini und INSEE |      |      |      |      |      |      |      |      |

## Sehenswürdigkeiten

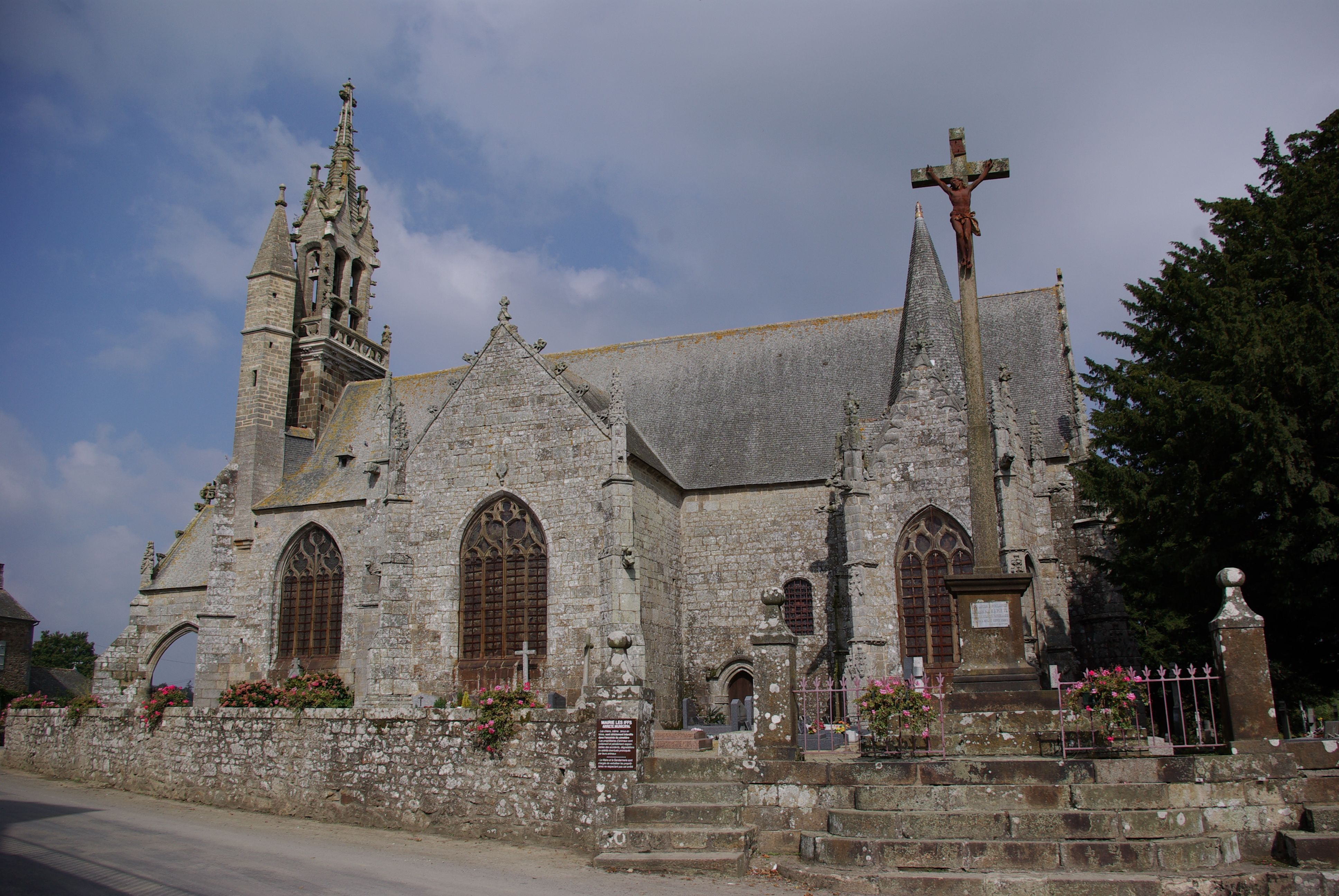
Kirche Saint-Ouen

- Pfarrkirche Saint-Ouen (15./16. Jahrhundert), gotisch (Flamboyant-Stil), neugotischer Glockenturm von 1875 bis 1881; siehe auch die Renaissancefenster: Kindheit Jesu und Maria, Passionsfenster, Wurzel-Jesse-Fenster, Keusche Susanna, Heiligenfenster und Urteil des Ivo Hélory
- Burg Montmuran (12., 14. und 18. Jahrhundert) mit Zugbrücke, Kapelle und Orangerie
- Manoir (Herrenhaus) de La Porte (15. Jahrhundert)
- Manoir (Herrenhaus) de La Boulaye (15./16. Jahrhundert)
- Fontaine close Saint-Fiacre (16. Jahrhundert), kleines Steingebäude
- Steinernes Kreuz im Süden der Kirche

Siehe auch: Liste der Monuments historiques in Les Iffs

## Persönlichkeiten
- Francis Chauvin, französischer Radsportler (1902–1994)